# Dorothy Pethick
Dorothy Pethick (* 1881 in Bristol, Somerset; † 1970 in Markyate, Hertfordshire) war eine englisch-britische Suffragette. Sie war eine jüngere Schwester der bekannteren Emmeline Pethick-Lawrence.

## Leben
Pethick war die Tochter eines Henry Pethick, der aus Cornwall stammte. Er war ein Geschäftsmann und Händler, der Eigentümer der Weston Gazette und Commissioner der Stadt Weston-super-Mare wurde. Die Familie gehörte zu den Nonkonformisten. Sie war eines von 13 Kindern, von denen fünf im Säuglingsalter starben. Ihre ältere Schwester war Emmeline Pethick-Lawrence.
Pethick besuchte das Cheltenham Ladies’ College, bevor sie am Women’s University Settlement in der Blackfriars Road in London Sozialarbeit studierte. Anschließend arbeitete sie als Leiterin eines Mädchenclubs in Nottingham.
Pethick trat 1906 der Women’s Social and Political Union  (WSPU) bei. 1908 arbeitete sie mit Annie Kenney in Bristol zusammen und half Kenney bei der Organisation von Protesten gegen den Besuch von Winston Churchill. Zusammen mit Kenney und Adela Pankhurst reiste Pethick nach North Somerset und sprach vor 200 Menschen auf den Salthouse Fields in Clevedon, wobei sie „a constant stream of good-humoured chaff and interruptions“ ertragen musste. Am 21. Juni 1908, dem Women’s Sunday, war Pethick eine der Rednerinnen im Hyde Park.
Von 1910 bis 1912 war Pethick bezahlte WSPU-Organisatorin in Leicester, wo sie zusammen mit Dorothy Bowker ein WSPU-Büro eröffnete. Pethick organisierte Open-Air-Versammlungen in ganz Leicestershire und organisierte eine Rede von Emmeline Pankhurst in Leicester. Sie koordinierte auch den Boykott der Suffragetten bei der Volkszählung 1911 in Leicester mit einer nächtlichen „Umgehungsparty“ im Suffragettenladen. Sie unterstützte die Eröffnung einer WSPU-Zweigstelle in Market Harborough.
Pethick wurde dreimal wegen militanten Engagements für das Frauenwahlrecht verhaftet. Im Juni 1909 protestierte sie in einer WSPU-Delegation vor dem Unterhaus und wurde zusammen mit Ellen Crocker, ihrer Cousine, und Jessie Lawes verhaftet.
Im September 1909 waren die Suffragetten alarmiert, als sie erfuhren, dass die Regierung begonnen hatte, hungerstreikende Suffragetten im Gefängnis zwangszuernähren und die Suffragetten bereiteten Proteste anlässlich des Besuchs von Chancellor David Lloyd George in Newcastle upon Tyne vor. Im Oktober 1909 reiste Pethick zusammen mit Kitty Marion nach Newcastle, um an dem teilzunehmen, was die Suffragetten-Zeitschrift Votes for Women später als The Battle of Newcastle bezeichnete. Mit Christabel Pankhurst als Anführerin waren zwölf Frauen, darunter neben Pethick und Kitty Marion Constance Bulwer-Lytton, Annie Kenney, Emily Davison, Lily Asquith, Dorothy Shallard, Ellen Pifield, Winifred Jones und Jane Esdon Brailsford. Die zwölf Frauen bekamen unterschiedliche Aufgaben. Pethicks Aufgabe war, Steine gegen die Fenster des General Post Office zu werfen und dabei „Votes for Women!“ zu rufen. Nachdem sie sich vergewissert hatte, dass sich niemand im Fenster befand, warf Pethick ihre Steine. Pethick wurde wie alle zwölf Frauen verhaftet, aber da die von ihr geworfenen Steine keinen Schaden anrichteten, argumentierte sie vor Gericht, sie sei „nicht des Zerschlagens schuldig, sondern des Versuchs dazu. Meine Aktion wurde ausschließlich durch die Ungerechtigkeit der gegenwärtigen Regierung veranlasst, und wenn sie so weitermacht, werden wir noch Schlimmeres tun“. Sie wurde wegen „vorsätzlicher und böswilliger“ Sachbeschädigung angeklagt und zu 14 Tagen Haft mit Zwangsarbeit im Gefängnis von Newcastle verurteilt. Sie trat in den Hungerstreik und wurde nach drei Tagen ins Gefängniskrankenhaus gebracht, wo sie von den Ärzten mit einem dreiviertel Liter Milch und Ei über eine Nasensonde zwangsernährt wurde. Pethick schlug nach dem Personal, so dass eine deren Nasen blutete. Sie wurde zweimal täglich zwangsernährt, und ihre Nasenlöcher entzündeten sich so sehr, dass der Schlauch mit Glyzerin geschmiert werden musste.
Constance Bulwer-Lytton erinnerte sich daran, dass Pethick zur Anführerin der Inhaftierten ernannt wurde. Sie schrieb über sie in ihren Memoiren:

„[Pethick] was our head and spoke for us. Her face had all the beauty that freshness, youth and grace could give it, and with it all for her age—she was twenty-seven—there was a wonderful strength to it. She spoke civilly to the Governor, but in a very determined way.“

„[Pethick] war unser Kopf und sprach für uns. Ihr Gesicht hatte all die Schönheit, die Frische, Jugend und Anmut ihm verleihen konnten, und unabhängig von ihrem Alter – sie war siebenundzwanzig – hatte es eine wunderbare Stärke. Sie sprach höflich mit dem Gefängnisdirektor, aber sehr entschlossen.“

Pethick und Winifred Jones wurden zur gleichen Zeit aus dem Gefängnis entlassen und zur Genesung in ein Pflegeheim in Rye Hill gebracht. Nach ihrer Genesung beschwerte sich Pethick beim Regierungsinspektor, dass die Ärzte sie grob behandelt hätten. Sie schrieb über ihre Erlebnisse für Votes for Women, wo sie sich darüber beklagte, dass sie sich „wie ein Stück Vieh behandelt“ gefühlt hatte. Sie beschrieb, wie die Nasensonde, mit der die Frauen zwangsernährt wurden, „zwischen den Fütterungen nicht desinfiziert wurde, wobei die Sonde und der Krug mit der Flüssigkeit in der Nähe eines Fensters auf einem offenen Tablett abgestellt wurden“. Sie schrieb auch Briefe an andere lokale und überregionale Zeitungen, um in der breiteren Presse auf das aufmerksam zu machen, was den Gefangenen angetan wurde. Später sagte sie, dass sie während ihrer Inhaftierung „immer das Gefühl hatte, dass Menschen wie Garibaldi, Mazzini und Jeanne d’Arc bei mir waren“.
Am 18. November 1910 war Pethick am sogenannten „Schwarzen Freitag“ in London und wurde erneut verhaftet. Sie wurde freigelassen, nachdem ihre Geldstrafe ohne ihre Zustimmung bezahlt worden war.
Sie wurde von der WSPU wie andere inhaftierte Suffragetten mit einer sogenannten „Hungerstreikmedaille“ For Valour ausgezeichnet und sie ist in der sogenannten Roll of Honour of Suffragette Prisoners der Suffragette Fellowship aufgeführt.

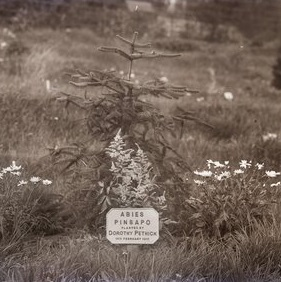
Von Pethick gepflanzte Spanische Tanne (Abies Pinsapa), Eagle House

Pethick erholte sich mehrmals in Eagle House, dem Haus der Familie von Mary Blathwayt. Emily Blathwayt beschrieb Pethick als „eine gebildete Dame“. Wie viele andere Suffragetten pflanzte sie im Garten des Hauses (nach Pethicks Freundin Annie Kenney Annie's Arboretum benannt) in Gedenken an ihre Inhaftierungen einen Baum. In ihrem Fall war das am 15. Februar 1911 eine Spanische Tanne.
Pethick gehörte zu den Frauen, die Annie Kenneys Schwester Jenny Kenney pflegten, nachdem diese nach einer fehlerhaft verlaufenden Operation gesundheitlich schwer beeinträchtigt war.
Als ihre Schwester Emmeline und ihr Schwager Frederick Pethick-Lawrence, 1912 aus der WSPU ausgeschlossen worden waren, trat Pethick aus Protest gegen diese Behandlung von ihrer bezahlten Organisierungsfunktion zurück.
1914 hielt Pethick Vorträge über das Frauenwahlrecht in Nordamerika. Als sie in Vancouver sprach, waren die Karten für ihre Rede so schnell ausverkauft, dass viele Suffragetten vor Ort keine Karten mehr bekommen konnten, um sie zu hören. In New York City erklärte sie vor der Equal Franchise Society, dass die Suffragetten bereit seien, für ihre Sache zu sterben, und wurde sie in der New York Times zitiert, dass die Zwangsernährung eine „exquisite torture“' sei. Sie sprach auch in Louisville,, Chicago und Toronto.
Bei Ausbruch des Ersten Weltkriegs trat Pethick der Women's Police Force bei. 1916 schloss sie sich den United Suffragists an. Später fungierte sie als ehrenamtliche Schatzmeisterin der British Dominions Women’s Suffrage Union.
Nach ihrer Kampagnentätigkeit arbeitete sie viele Jahre an der Rudolf-Steiner-Schule in Hampstead, London. Pethick starb 1970 in Markyate, Hertfordshire.